# 幌加內站

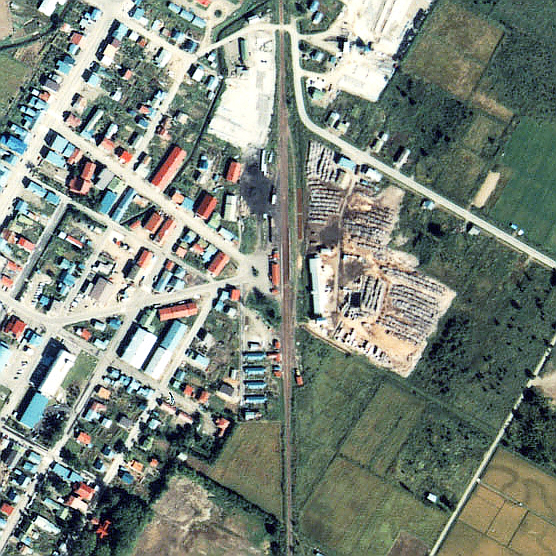
1977年的幌加內站與方圓約500米範圍。上方為朱鞠內方向。副本線側設有堆場，存放了許多木材，旁邊的貨物月台附近放置了煤。

幌加內站（日语：／ Horokanai eki */?）是位於北海道雨龍郡幌加內町字幌加內，北海道旅客鐵道（JR北海道）的深名線車站（廢站）。隨著深名線廢線，車站在1995年（平成7年）9月4日廢除。

## 歷史
- 1929年（昭和4年）11月8日 - 鐵道省雨龍線鷹泊至此站之間開通，此站啟用[2]。當時為一般車站[1]。
- 1931年（昭和6年）
  - 9月15日 - 此站至添牛內站之間開通，成為中途站[1]。
  - 10月10日 - 改線改名為幌加內線，成為幌加內線車站。
- 1941年（昭和16年）10月10日 - 改線改名為深名線，成為深名線車站。
- 1949年（昭和24年）6月1日 - 日本國有鐵道成立，成為日本國有鐵道車站。
- 1982年（昭和57年）
  - 3月29日 - 成為業務委託車站[3]。
  - 11月1日 - 結束處理貨物[1]。
- 1984年（昭和59年）
  - 2月1日 - 結束處理行李[1]。
  - 11月10日 - 成為無人車站[4]。
- 1987年（昭和62年）4月1日 - 伴隨國鐵分割民營化，車站由北海道旅客鐵道（JR北海道）營運[1]。
- 1995年（平成7年）9月4日 - 深名線全線廢除，此站也廢除[1]。
- 2000年（平成12年）3月19日 - 舊車站大樓發生火警而燒毀。

## 車站構造
截至車站廢除前，車站是一座地面車站，設有2面2線的相對式月台。可進行列車交會。車站大樓月台南邊和對面月台南邊之間設有站內平交道連接。車站大樓一方（西邊）的月台是下行1號月台，對面月台（東邊）是上行2號月台。1號月台靠近名寄一方設有路軌分支，連接車站大樓北邊的貨物月台（缺角式月台）和一條貨物側線。曾經對面月台是一座島式月台。截至1983年（昭和58年），外側設有1條側線。該側線另外分支了短側線向深川一方延伸。在1993年（平成5年）前撤走。
此站是職員配置站。車站大樓是一座木製建築物，位於站內西邊，鄰接1號月台中央部分。在車站啟用時，車站大樓的規模與北母子里站的大樓一樣大。在1956年（昭和31年）前曾經擴建（由63.6㎡增至87.6㎡）。後來經過翻修，外牆覆蓋了防水膠合板。截至1983年（昭和58年），車站大樓內設有商店，在1991年（平成3年）撤退。
站前廣場有人造山和庭石。在幌加內町成立70周年時，設置了書寫上「觀迎 幌加內町」的紀念塔。

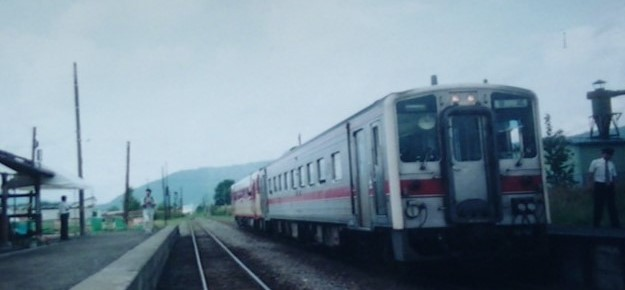
站內 （後方為朱鞠內方向。1995年8月）
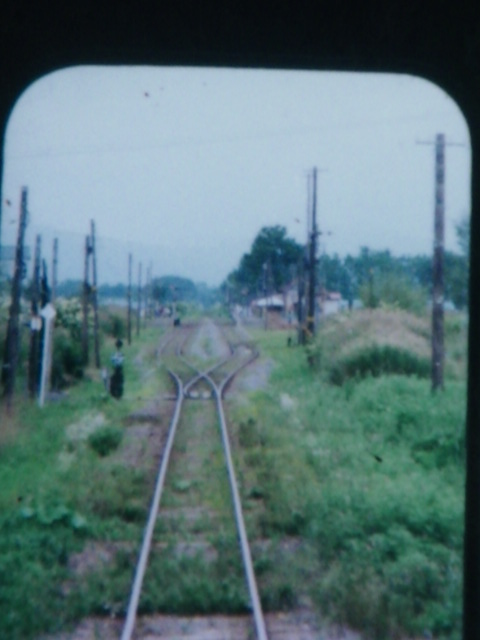
從車窗內望向車站 （後方為深川方向。1995年8月）

## 站名的由來
車站名稱取自所在地名稱。所在地名稱源自阿伊努語的「ホロカ・ナイ」，其意思是後方回來的河流。
士幌線幌加站相同語源。

## 使用狀況
- 在1981年度（昭和56年度），1日的上下車人次為151人[6]。
- 在1992年度（平成4年度），1日的上下車人次為42人[5]。

## 車站周邊
- 國道275號（空知國道）
- 北海道道48號和寒幌加內線（日语：北海道道48号和寒幌加内線）
- 北海道道126號小平幌加內線（日语：北海道道126号小平幌加内線）
- 北海道道373號幌加內停車場線（日语：北海道道373号幌加内停車場線）
- 幌加内町公所
- 士別警署（日语：士別警察署）幌加內駐在所
- 幌加內郵局
- 幌加內小學
- 幌加同中學
- 北海道幌加內高等學校（日语：北海道幌加内高等学校）
- 幌加内交流廣場（日语：幌加内交流プラザ） - 由幌加內町建設的公共設施。館內2樓在1998年（平成10年）開設「舊JR深名線資料室」，內部展示了站名牌、閉塞器、臂木式號誌機、路軌、用品、影片、相片和鐵路模型[8]。
- 國設堀太滑雪場
- 北空知信用金庫（日语：北空知信用金庫）幌加內分店
- 北空知農業協同組合（JA北空知）幌加內分所
- 雨煙內蓄水池 - 車站東邊約2.7公里[6]。
- 雨煙內水壩
- 雨龍川[9]
- 邊乙部山 - 車站東邊。海拔532米[9]。
- JR北海道巴士深名線（日语：深名線 (ジェイ・アール北海道バス)）「幌加內」巴士站 - 位於幌加內交流廣場旁。

## 現況
廢站後，車站大樓還存在，變成了地區的集會所和巴士候車室。但是在2000年（平成12年）3月19日發生了火警使舊大樓燒毀。只剩下站前迴旋路和下行月台。在2002年（平成14年）由於進行道路工程，上述設施也全部消失。截至2010年（平成22年），車站遺址設置了「JR深名線 幌加內站蹟」的庭石，路軌上設置了記念碑，截至2011年（平成23年）也是同樣。

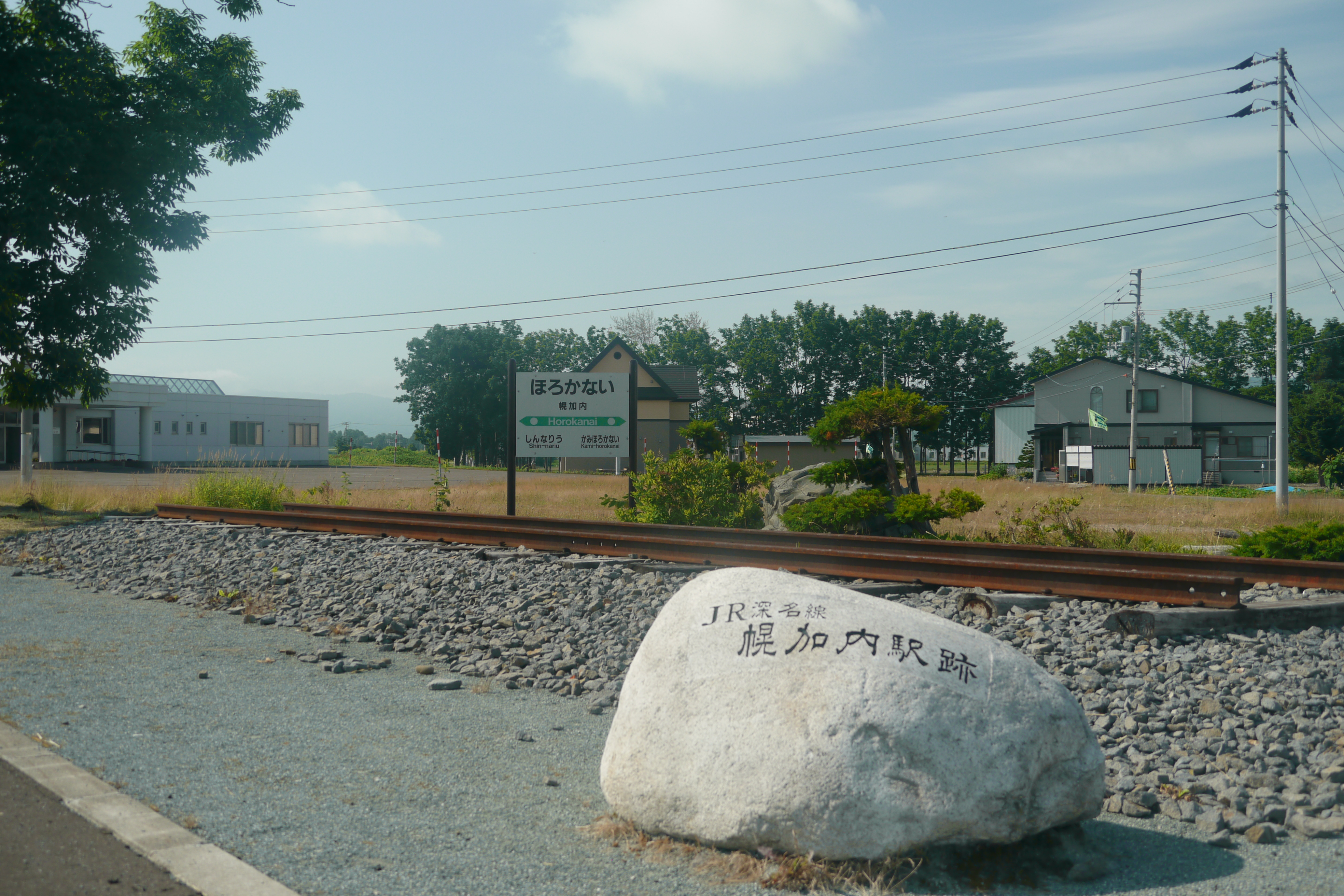
紀念碑（2011年8月）

## 相鄰車站
北海道旅客鐵道（JR北海道）
深名線
新成生－幌加內－上幌加內

## 注腳
1. 1 2 3 4 5 6 7 8  石野哲（編）. . JTB. 1998: 846. ISBN 978-4-533-02980-6 （日语）.
2. ↑  《北海道鉄道百年史 下巻》1981年3月 日本國有鐵道北海道總局 編集、發行。
3. ↑  新幌加內町史 P597-598 。
4. ↑  . 鐵道公報 (日本國有鐵道総裁室文書課). 1984-11-09: 1 （日语）.
5. 1 2 3 4 5 6  書籍《JR・私鉄全線各駅停車1 北海道630駅》（小學館，1993年6月發行）75頁。
6. 1 2 3 4 5 6 7 8  書籍《国鉄全線各駅停車1 北海道690駅》（小學館，1983年7月發行）205頁。
7. ↑  幌加內村史 1958年11月，P516。
8. ↑  書籍《全国保存鉄道III 東日本編》（監修：白川淳，JTB出版，1998年11月發行）41頁。
9. 1 2  書籍《北海道道路地図 改訂版》（地勢堂，1980年3月發行）15頁。
10. ↑  書籍《鉄道廃線跡を歩くVII》（JTB出版，2000年1月發行）35頁。
11. 1 2  書籍《北海道の鉄道廃線跡》（著：本久公洋，北海道新聞社，2011年9月發行）175頁。
12. ↑  書籍《新 鉄道廃線跡を歩く1 北海道・北東北編》（JTB出版，2010年4月發行）41頁。